# Anne Dudek
Anne Louise Dudek (Boston, 22 de março de 1975) é uma atriz americana de origem polonesa, mais conhecida por sua participação na série House, no papel da personagem Amber Volakis (Cutthroat Bitch). Também participou de alguns episódios da série Bones como Tess, namorada do agente Booth, e do episódio-piloto de Psych.
Participação em Grey's Anatomy, temporada 10, episódio 17.
Participa de Friends, como Precious, a então namorada de Mike Hannigan, futuro esposo da Phoebe Buffay.
Também participa em How I Met Your Mother, como Natalie, namorada do arquiteto Ted Mosby.
Fez o papel de Tiffany Wilson no filme White Chicks (br: As Branquelas).
Atualmente, Anne interpreta Benedicte Schaeffer na série Those Who Kill (2014-).

## Carreira
A partir de meados da década de 1990 (enquanto estudava na Northwestern University) até 2001, Dudek apareceu em várias produções teatrais e na Broadway. Fez sua estreia na Broadway em 2000, e ganhou o Connecticut Critics Circle Award por desempenho excepcional em The Glass Menagerie.

### Cinema
| Ano  | Filme            | Papel          | Nota |
| ---- | ---------------- | -------------- | ---- |
| 2003 | The Human Stain  | Lisa Silk      |      |
| 2004 | White Chicks     | Tiffany Wilson |      |
| 2004 | The Naughty Lady | Sara           |      |
| 2005 | A Coat of Snow   | Anna Marie     |      |
| 2007 | Park             | Meredith       |      |
| 2007 | 10 Items or Less | Lorraine       |      |
| 2007 | Speed Dating     | Amy            |      |

### Televisão
| Ano       | Programa                     | Papel                      | Episódios |
| --------- | ---------------------------- | -------------------------- | --------- |
| 2001      | ER                           | Paula Gamble, mãe de Teddy | 1         |
| 2002      | For the People               | Jennifer Carter            | 1         |
| 2002–2003 | The Book Group               | Clare Pettengill           | 12        |
| 2003      | Judging Amy                  | Candace Hurley             | 1         |
| 2003      | Six Feet Under               | Allison Williman           | 1         |
| 2003      | Friends                      | Precious                   | 1         |
| 2004      | Desperate Housewives         | Brandi                     | 1         |
| 2004      | Less Than Perfect            | Annie                      | 2         |
| 2005      | Charmed                      | Denise                     | 1         |
| 2005      | The Inside                   | Ellen Olsen                | 1         |
| 2005      | Invasion                     | Katie Paxton               | 1         |
| 2005      | Bones                        | Tessa Jankow               | 2         |
| 2005-2010 | How I Met Your Mother        | Natalie                    | 2         |
| 2006      | Psych                        | Lucinda                    | 1         |
| 2006      | Law & Order: Criminal Intent | Danielle McCaskin          | 1         |
| 2006–2007 | Big Day                      | Brittany                   | 3         |
| 2007      | Numb3rs                      | Emmanueline Kirtland       | 1         |
| 2007–2010 | Mad Men                      | Francine Hanson            | 15        |
| 2007-2009 | Big Love                     | Lura Grant                 | 9         |
| 2007–2009 | House                        | Amber Volakis              | 18        |
| 2009      | Castle                       | Emma Carnes                | 1         |
| 2010      | Covert Affairs               | Danielle Brooks            |           |
| 2012      | The Mentalist                | Sloan Dietz                | 1         |
| 2011      | Private Practice             | Lori                       | 1         |
| 2012      | Criminal Minds               | Emma                       | 1         |
| 2013      | Master of Sex                | Rosalie                    | 1         |
| 2014      | Grimm                        | Dr.ª Vera Gates            | 1         |
| 2014      | Grey's Anatomy               | Elise Castor               | 1         |
| 2017      | The Flash                    | Tracy Brand                | 3         |